# 普通早熟禾
普通早熟禾（学名：Poa trivialis），为禾本科早熟禾属下的一个植物种。